# Mohammad Yousuf
Mohammad Yousuf, appelé Yousuf Youhana jusqu'à sa conversion à l'Islam, est un joueur de cricket international pakistanais né le 27 août 1974 à Lahore. Ce batteur dispute son premier test-match et son premier ODI en 1998 avec l'équipe du Pakistan.

## Biographie
En 2006, il bat le record du plus grand nombre de courses marquées en une année civile, précédemment établi par Viv Richards trente ans auparavant.

## Bilan sportif

### Statistiques
En 2006, Mohammad Yousuf bat le record du plus grand nombre de courses marquées en une année. Il en réussit 1 788, dépassant ainsi les 1710 de Viv Richards en 1976. Il marque neuf centuries, un autre record du monde, là encore dépassant Viv Richards et ses sept centuries en 1976.

## Honneurs
- Un des cinq Wisden Cricketers of the Year de l'année 2007.
- Élu « Joueur de Test cricket de l'année » aux ICC Awards en 2007.